# Europejski wkład w Międzynarodową Stację Kosmiczną

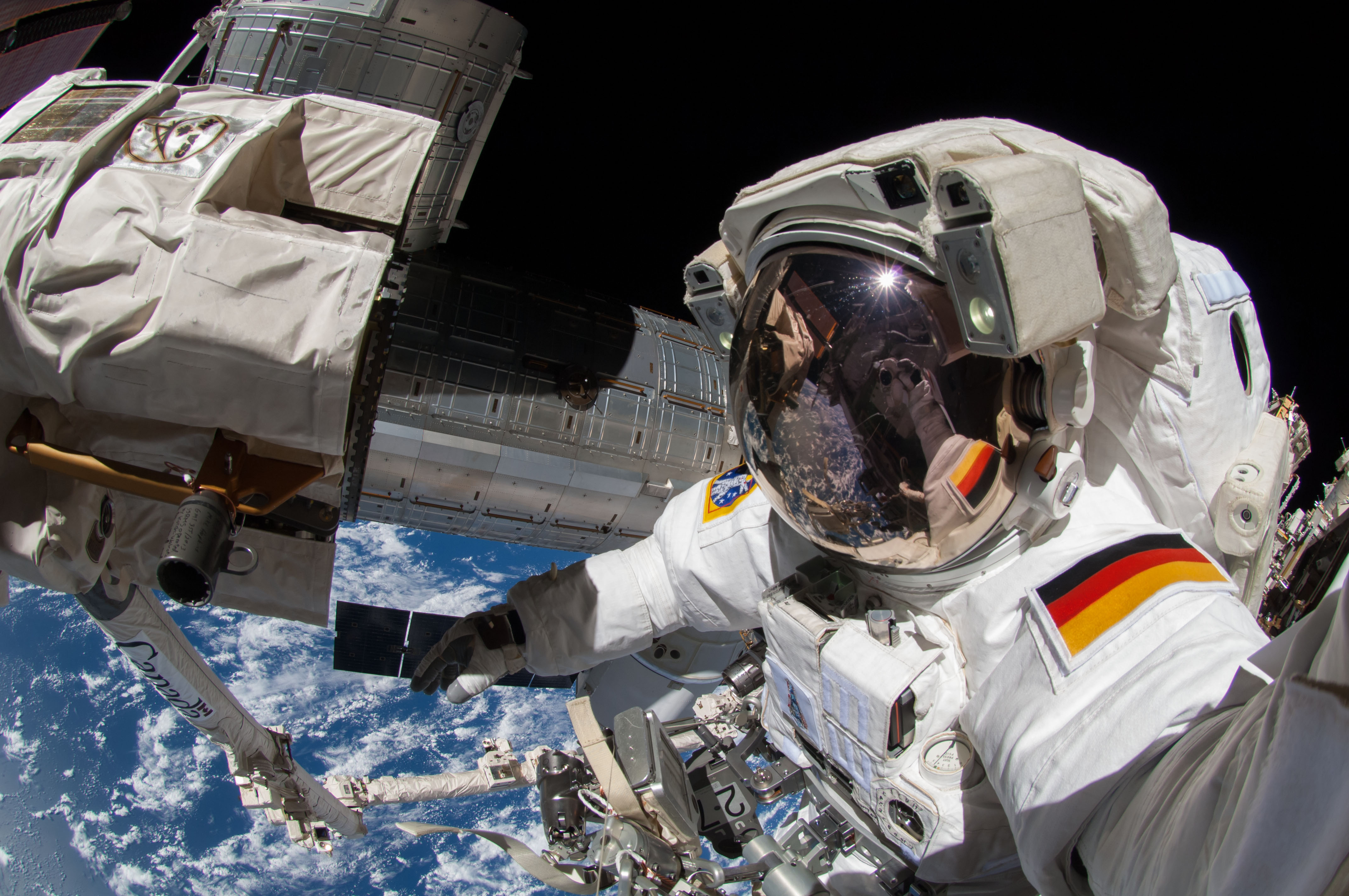
Niemiecki astronauta Alexander Gerst

Europejski wkład w Międzynarodową Stację Kosmiczną pochodzi od 10 członków Europejskiej Agencji Kosmicznej. Składa się on z szeregu modułów (głównie laboratorium Columbus) w amerykańskim segmencie orbitalnym, Automatycznych Statków Transferowych i oprogramowania.

## Moduły Międzynarodowej Stacji Kosmicznej
Największym fizycznym wkładem Europejskiej Agencji Kosmicznej w rozwój Międzynarodowej Stacji Kosmicznej było laboratorium Columbus, które zostało przyłączone do stacji w 2008 roku. Moduł Columbus został zbudowany we Włoszech przez Thales Alenia Space, a oprogramowanie do niego zostało zaprojektowane przez Airbus Group w Niemczech. W przeciwieństwie do innych modułów zbudowanych przez Europejską Agencję Kosmiczną laboratorium Columbus jest obsługiwane przez Europejską Agencję Kosmiczną, a nie NASA i jest kontrolowane przez Centrum Kontroli Columbus znajdujące się w Niemczech. Budowa laboratorium Columbus kosztowała 1,4 miliarda euro, łącznie z eksperymentami, które będą na nim przeprowadzane, oraz infrastrukturą kontroli naziemnej niezbędną do jego obsługi.

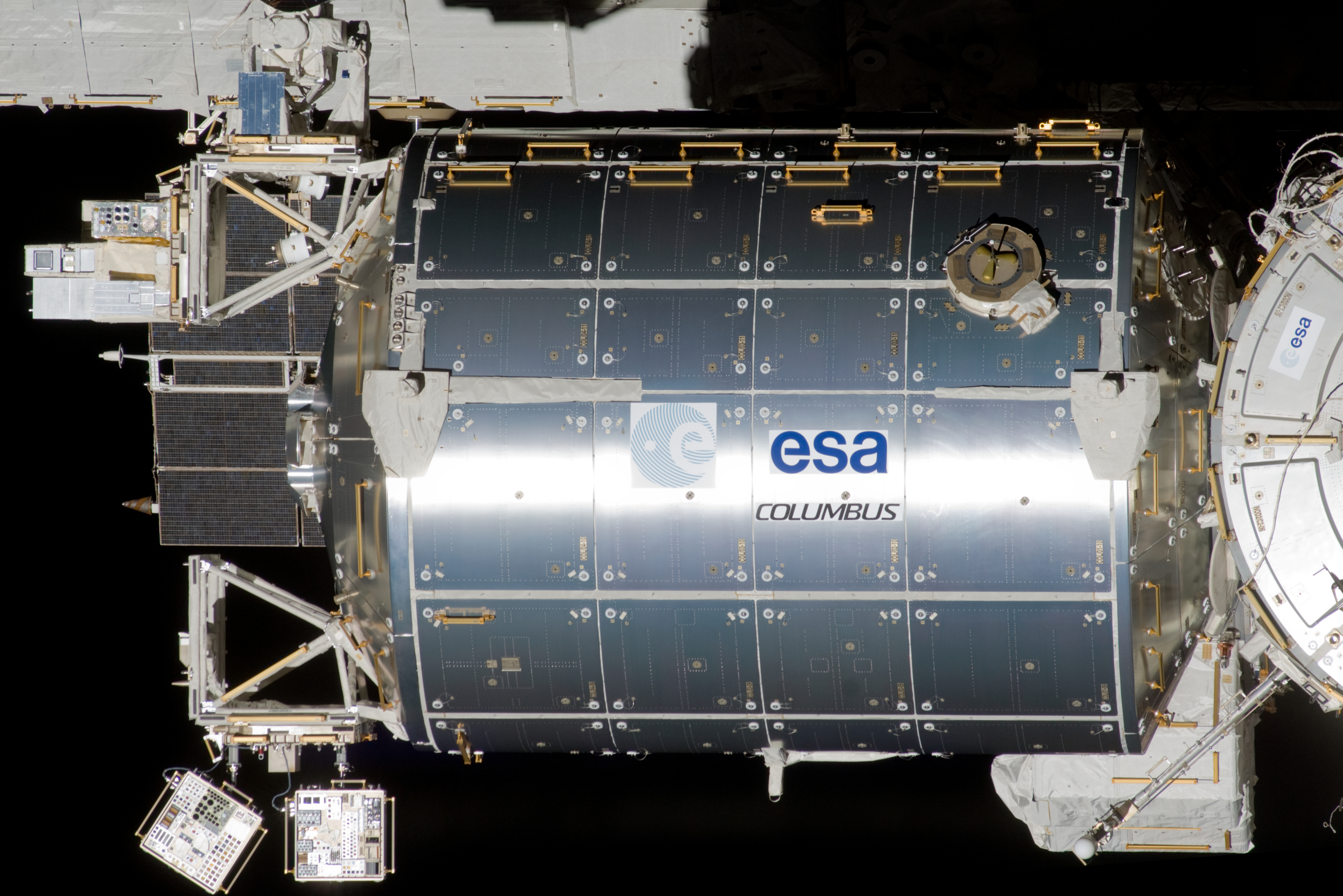
Laboratorium kosmiczne Columbus

Europejska Agencja Kosmiczna przyczyniła się do powstania dwóch modułów (Harmony i Tranquility), które łącza moduły stacji i posiadały porty dokowania dla odwiedzających statków kosmicznych. Oba zostały zostały zbudowane przez Europejską Agencję Kosmiczną we Włoszech dla NASA i wystrzelone w latach 2007 i 2010. Włoska Agencja Kosmiczna, niezależnie od udziału w programach Europejskiej Agencji Kosmicznej, zbudowała także dla NASA Wielozadaniowy Moduł Logistyczny. Podobnie Europejska Agencja Kosmiczna zbudowała moduł Cupola dla NASA, który został wystrzelony w 2009 roku, a obecnie jest używany do obsługi ramienia Canadarm2.
W 2021 roku uruchomiono European Robotic Arm, które zostało dołączone do rosyjskiego modułu Nauka. Ramię to umożliwia obsługę rosyjskiego segmentu stacji, do którego nie dociera ramie Canadarm2.
Europejska Agencja Kosmiczna dostarcza także system zarządzania danymi o nazwie DMS-R, który jest przeznaczony dla rosyjskiego segmentu Międzynarodowej Stacji Kosmicznej. Zapewnia on kontrolę, nawigację, zarządzanie misją i zarządzanie awariami. DMS-R jest zainstalowany na module Zwiezda.

## Automatyczny Statek Transportowy

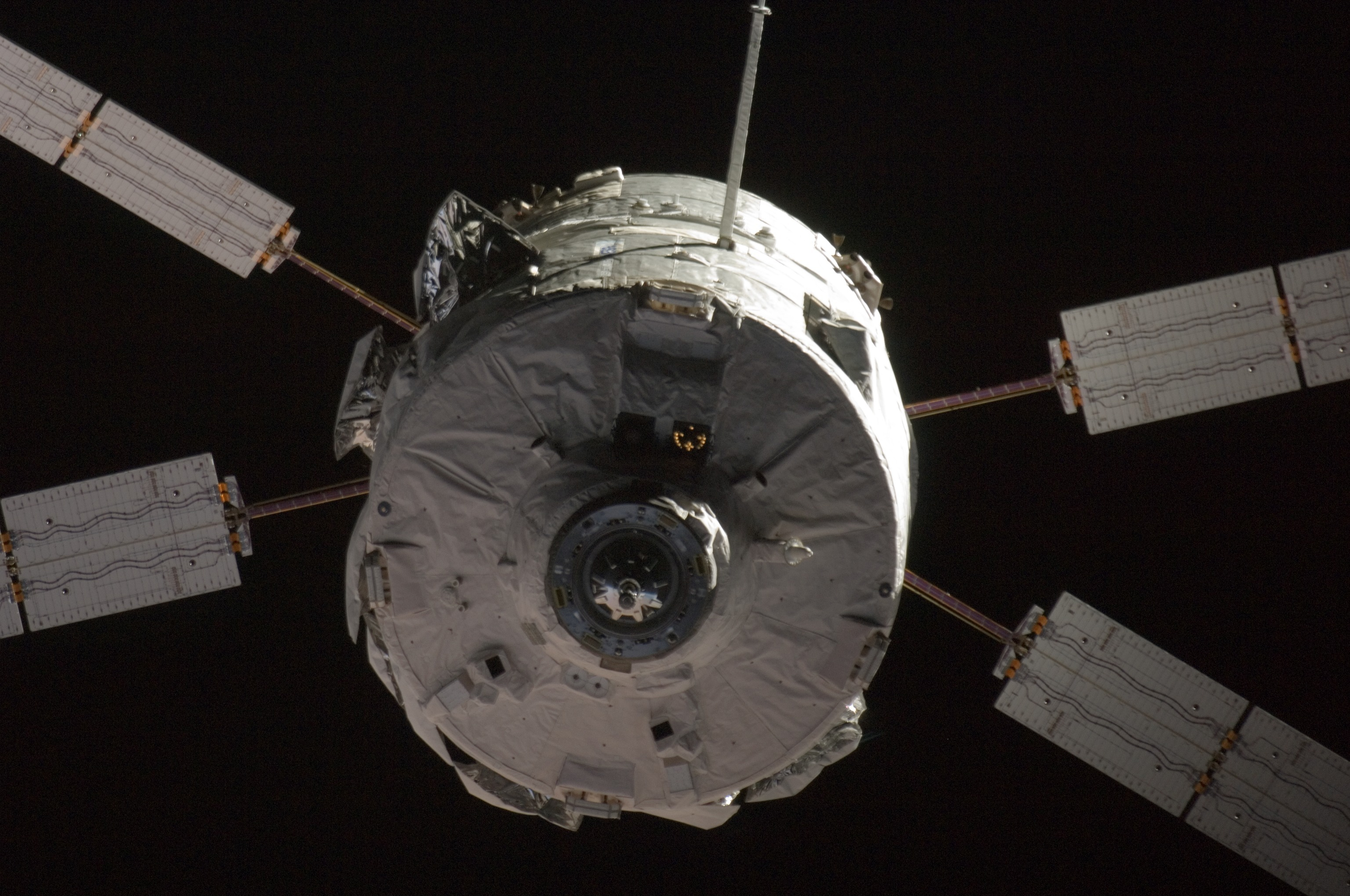
ATV Jules Verne dostarczający zaopatrzenie na Międzynarodową Stację Kosmiczną w 2008 roku

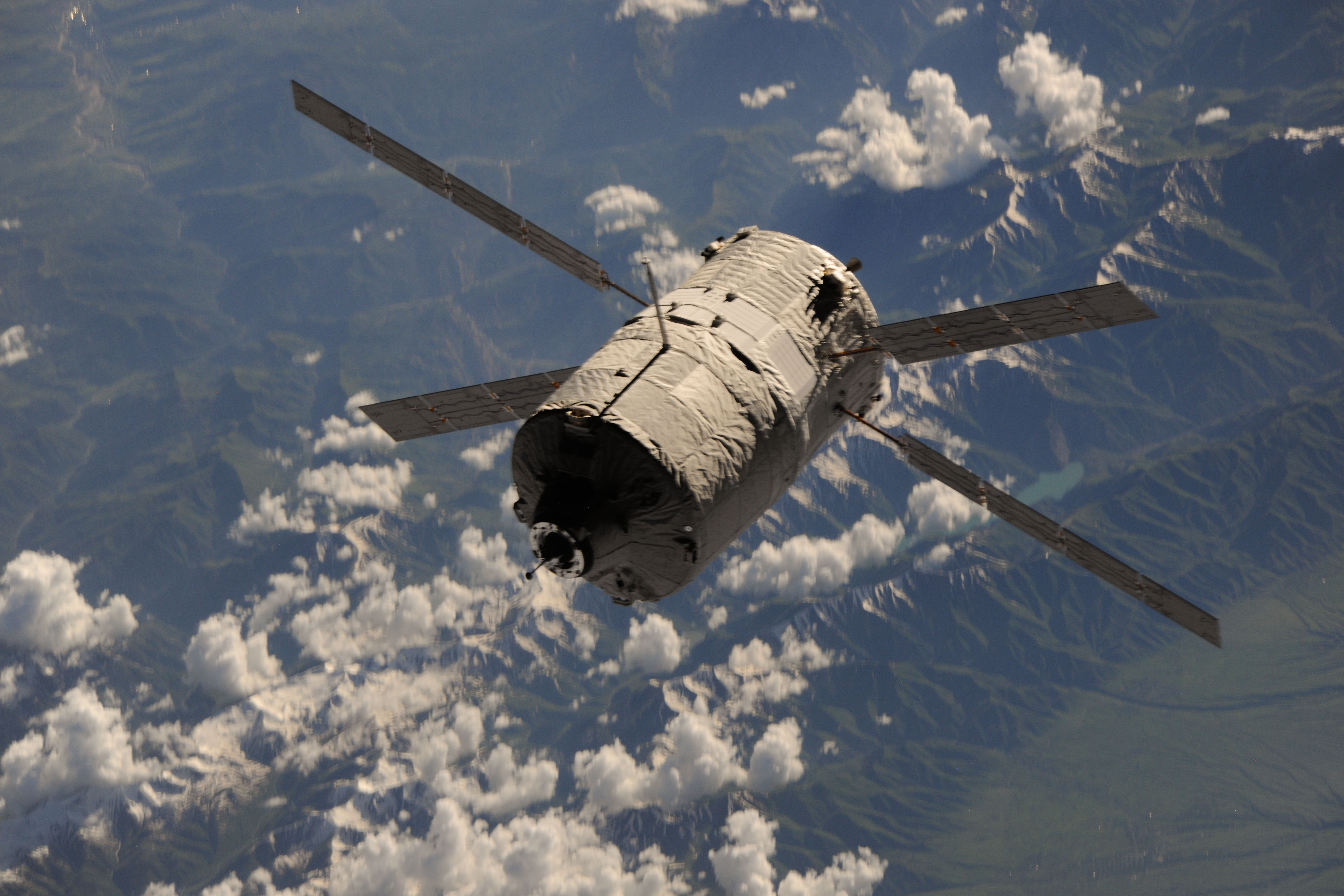
ATV Albert Einstein w pobliżu Międzynarodowej Stacji Kosmicznej w 2013 roku

Europejska Agencja Kosmiczna opracowała bezzałogowy Automatyczny Statek Transportowy, którego zadaniem było zaopatrywanie Międzynarodowej Stacji Kosmicznej. Statek ten był w stanie dostarczyć na Międzynarodową Stację Kosmiczną 6,6 ton zaopatrzenia i automatycznie dokować do stacji. W drodze powrotnej statek ten był wypełniany odpadami i śmieciami, po czym spalał się w ziemskiej atmosferze. Stację odwiedziło pięć Automatycznych Statków Transportowych nazwanych: Jules Verne, Johannes Kepler, Edoardo Amaldi, Albert Einstein i Georges Lemaître. W dniu 2 kwietnia 2012 roku Europejska Agencja Kosmiczna ogłosiła, że program ATV, który pokrywał część kosztów operacyjnych Międzynarodowej Stacji Kosmicznej do 2017 roku, zakończy się po wystrzeleniu piątej misji Automatycznego Statku Transportowego w 2014 roku.
Wykonawcą Automatycznego Statku Transportowego była firma EADS Astrium. Prace rozwojowe rozpoczęto w Les Mureaux we Francji, a później przeniesiono je do Bremy w Niemczech, gdy projekt przeszedł z fazy rozwojowej do etapu produkcyjnego. Aby ułatwić relacje między wykonawcą a Europejską Agencją Kosmiczną, na czas realizacji projektu utworzono zintegrowany zespół Europejskiej Agencji Kosmicznej w ośrodku w Les Mureaux. Koszt opracowania Automatycznego Statku Transportowego wyniósł około 1,35 miliardów euro, a każdy statek kosmiczny Automatycznego Statku Transportowego kosztuje około 300 milionów dolarów, nie licząc kosztów wystrzelenia.

## Astronauci
Pierwszym astronautą Europejskiej Agencji Kosmicznej, który znalazł się na pokładzie Międzynarodowej Stacji Kosmicznej, był Umberto Guidoni. Pierwszym astronautą Europejskiej Agencji Kosmicznej, który uczestniczył w stałej załodze Ekspedycji, był Thomas Reiter, a w 2009 roku Frank De Winne został pierwszym Europejczykiem, który służył jako dowódca Ekspedycji na Międzynarodową Stację Kosmiczną.
| Astronauta             | Państwo         | Misja           | Ekspedycja                  | Rok     |
| ---------------------- | --------------- | --------------- | --------------------------- | ------- |
| Umberto Guidoni        | Włochy          | STS-100         | Odwiedzający                | 2001    |
| Claudie Haigneré       | Francja         | Sojuz TM-33     | Odwiedzający                | 2001    |
| Roberto Vittori        | Włochy          | Sojuz TM-34     | Odwiedzający                | 2002    |
| Philippe Perrin        | Francja         | STS-111         | Odwiedzający                | 2002    |
| Frank De Winne         | Belgia          | Sojuz TMA-1     | Odwiedzający                | 2002    |
| Pedro Duque            | Hiszpania       | Sojuz TMA-3     | Odwiedzający                | 2003    |
| André Kuipers          | Holandia        | Sojuz TMA-4     | Odwiedzający                | 2003    |
| Roberto Vittori        | Włochy          | Sojuz TMA-6     | Odwiedzający                | 2005    |
| Thomas Reiter          | Niemcy          | STS-121         | Ekspedycja 13/Ekspedycja 14 | 2006    |
| Christer Fuglesang     | Szwecja         | STS-116         | Odwiedzający                | 2006    |
| Paolo A. Nespoli       | Włochy          | STS-120         | Odwiedzający                | 2007    |
| Hans Schlegel          | Niemcy          | STS-122         | Odwiedzający                | 2008    |
| Léopold Eyharts        | Francja         | STS-122         | Ekspedycja 16               | 2008    |
| Frank De Winne         | Belgia          | Sojuz TMA-15    | Ekspedycja 20/Ekspedycja 21 | 2009    |
| Christer Fuglesang     | Szwecja         | STS-128         | Odwiedzający                | 2009    |
| Paolo Nespoli          | Włochy          | Sojuz TMA-20    | Ekspedycja 26/Ekspedycja 27 | 2010    |
| Roberto Vittori        | Włochy          | STS-134         | Odwiedzający                | 2011    |
| André Kuipers          | Holandia        | Sojuz TMA-03M   | Ekspedycja 30/Ekspedycja 31 | 2012    |
| Luca Parmitano         | Włochy          | Sojuz TMA-09M   | Ekspedycja 36/Ekspedycja 37 | 2013    |
| Alexander Gerst        | Niemcy          | Sojuz TMA-13M   | Ekspedycja 40/Ekspedycja 41 | 2014    |
| Samantha Cristoforetti | Włochy          | Sojuz TMA-15M   | Ekspedycja 42/Ekspedycja 43 | 2014    |
| Andreas Mogensen       | Dania           | Sojuz TMA-18M   | Odwiedzający                | 2015    |
| Timothy Peake          | Wielka Brytania | Sojuz TMA-19M   | Ekspedycja 46/Ekspedycja 47 | 2015    |
| Thomas Pesquet         | Francja         | Sojuz MS-03     | Ekspedycja 50/Ekspedycja 51 | 2016–17 |
| Paolo A. Nespoli       | Włochy          | Sojuz MS-05     | Ekspedycja 52/Ekspedycja 53 | 2017    |
| Alexander Gerst        | Niemcy          | Sojuz MS-09     | Ekspedycja 56/Ekspedycja 57 | 2018    |
| Luca Parmitano         | Włochy          | Sojuz MS-13     | Ekspedycja 60/Ekspedycja 61 | 2019-20 |
| Thomas Pesquet         | Francja         | SpaceX Crew-2   | Ekspedycja 65/Ekspedycja 66 | 2021    |
| Matthias Maurer        | Niemcy          | SpaceX Crew-3   | Ekspedycja 66/Ekspedycja 67 | 2021-22 |
| Samantha Cristoforetti | Włochy          | SpaceX Crew-4   | Ekspedycja 67/Ekspedycja 68 | 2022    |
| Andreas Mogensen       | Dania           | SpaceX Crew-7   | Ekspedycja 69/Ekspedycja 70 | 2023    |
| Marcus Wandt           | Szwecja         | Axiom Mission 3 | Odwiedzający                | 2024    |

## Uczestnicy i koszty

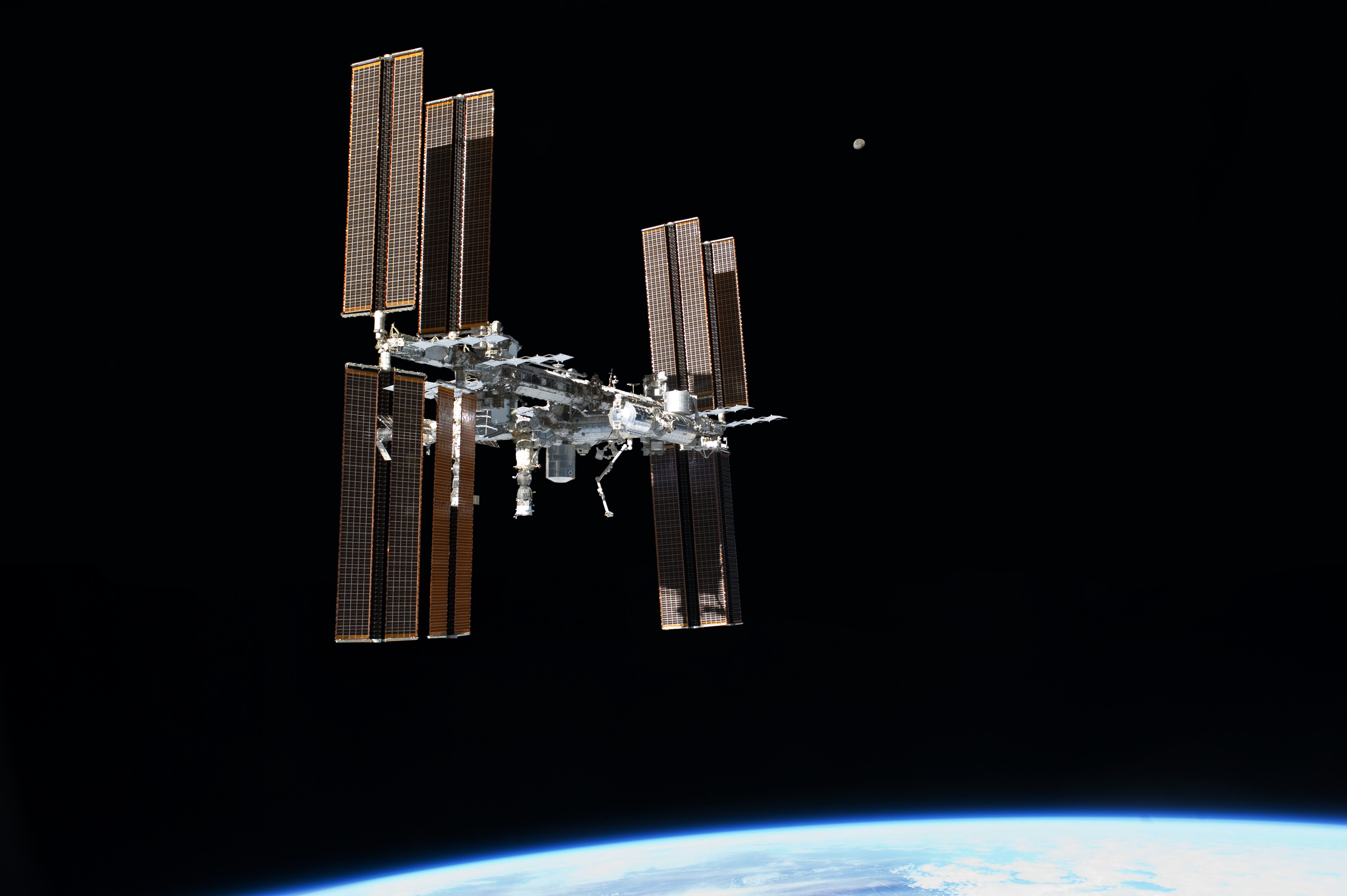
Międzynarodowa Stacja Kosmiczna widziana z wahadłowca Atlantis w lipcu 2011 roku

Wnoszący wkład w Międzynarodową Stację Kosmiczną reprezentuje jedynie 10  państw członkowskich Europejskiej Agencji Kosmicznej: Belgia, Dania, Francja, Niemcy, Włochy, Holandia, Norwegia, Hiszpania, Szwecja i Szwajcaria. Austria, Finlandia i Irlandia zdecydowały się nie uczestniczyć w projekcie ze względu na brak zainteresowania lub obawy dotyczące kosztów projektu. Wielka Brytania wycofała się ze wstępnego porozumienia z powodu obaw o koszty projektu. Pozostałe państwa dołączyły do Europejskiej Agencji Kosmicznej po podpisaniu umowy.
Obecne szacunki kosztów Międzynarodowej Stacji Kosmicznej zbliżają się do 135 miliardów euro (wliczając w to rozwój, budowę i 10 lat utrzymywania stacji), z czego Europejska Agencja Kosmiczna zobowiązała się zapłacić 8 miliardów euro.